# Publius Cornelius Rufinus
Publius Cornelius Rufinus  (Kr. e. 4. század – Kr. e. 275 után) római politikus, hadvezér, a patricius származású Cornelia gens tagja volt.
Apja feltehetően az a Publius Cornelius Rufinus, akit Kr. e. 334-ben dictatorrá választottak. Az ifjabb Publius korának egyik legtehetségesebb hadvezéreként szerzett érdemeket, bár kapzsisága miatt számos személyes ellenfelet szerzett. Először Kr. e. 290-ben volt consul Manlius Curius Dentatus kollégájaként, ilyen minőségben végleg győzelmet aratott a III. szamnisz háborúban. Diadaláért triumphust tarthatott.
Kr. e. 277-ben, második, Caius Iunius Bubulcus Brutusszal betöltött consulsága alatt ismét a fellázadt szamniszok, illetve a görögök ellen harcolt Dél-Itáliában. Mivel Pürrhosz elhagyta a területet, könnyű dolga volt. Legnagyobb tette Krotón bevétele.
Egy alkalommal dictator is volt, feltehetően Kr. e. 280-ban, miután a római hadak vereséget szenvedtek Hérakleia mellett. Kr. e. 275-ben a censorok (Quintus Aemilius Papus és személyes ellenfele, Caius Fabricius) kizárták a senatusból, mert 10 fontnyi ezüsttálat birtokolt. Plinius feljegyezte róla, hogy egy éjszaka megvakult, miközben balszerencséjéről álmodott.
Az unokája, szintén Publius Cornelius Rufinus viselte először cognomeneként a Sulla nevet.